# Notti delle mille e una notte
Notti delle mille e una notte è una novella scritta nel 1979 dal romanziere egiziano e premio Nobel Nagib Mahfuz. Si tratta di una sorta di sequel della raccolta di novelle Le mille e una notte, uno dei classici della letteratura in lingua araba. Notti delle mille e una notte ha come protagonisti gli stessi personaggi de Le mille e una notte, inclusi Aladino, Shahrazàd ed il sultano Shahryar. 

## Descrizione del racconto
La novella di Mahfouz comincia laddove il classico Le mille e una notte termina. A Shahrazad che ha appena finito di raccontare mille storie al sultano, viene concessa la grazia dallo stesso sultano e fatta salva la vita; il sultano prenderà Sharahzad come una delle sue spose. La notizia delle nozze tra Shahrazad ed il sultano fa esultare i sudditi che sperano che le arti di narratrice di Shahrazad siano riuscite a convincere il sultano della necessita di governare secondo giustizia.
La novella di Mahfouz racconta di storie 'reali' vissute da personaggi che erano tra i protagonisti delle storie fantastiche di Shahrazad. Attraverso le vicende 'reali' di questi personaggi, che hanno luogo nel regno del sultano Shahryar, e delle quali il sultano viene a conoscenza nel corso della novella, egli si convincerà della necessità di governare secondo giustizia. Il racconto contiene una allegoria del mondo arabo contemporaneo e dei suoi conflitti. 

## Edizioni
- Nagib Mahfuz, Notti delle mille e una notte, traduzione di Valentina Colombo, Milano, Feltrinelli, 2002  [1979], ISBN 8807815265.